# Binau

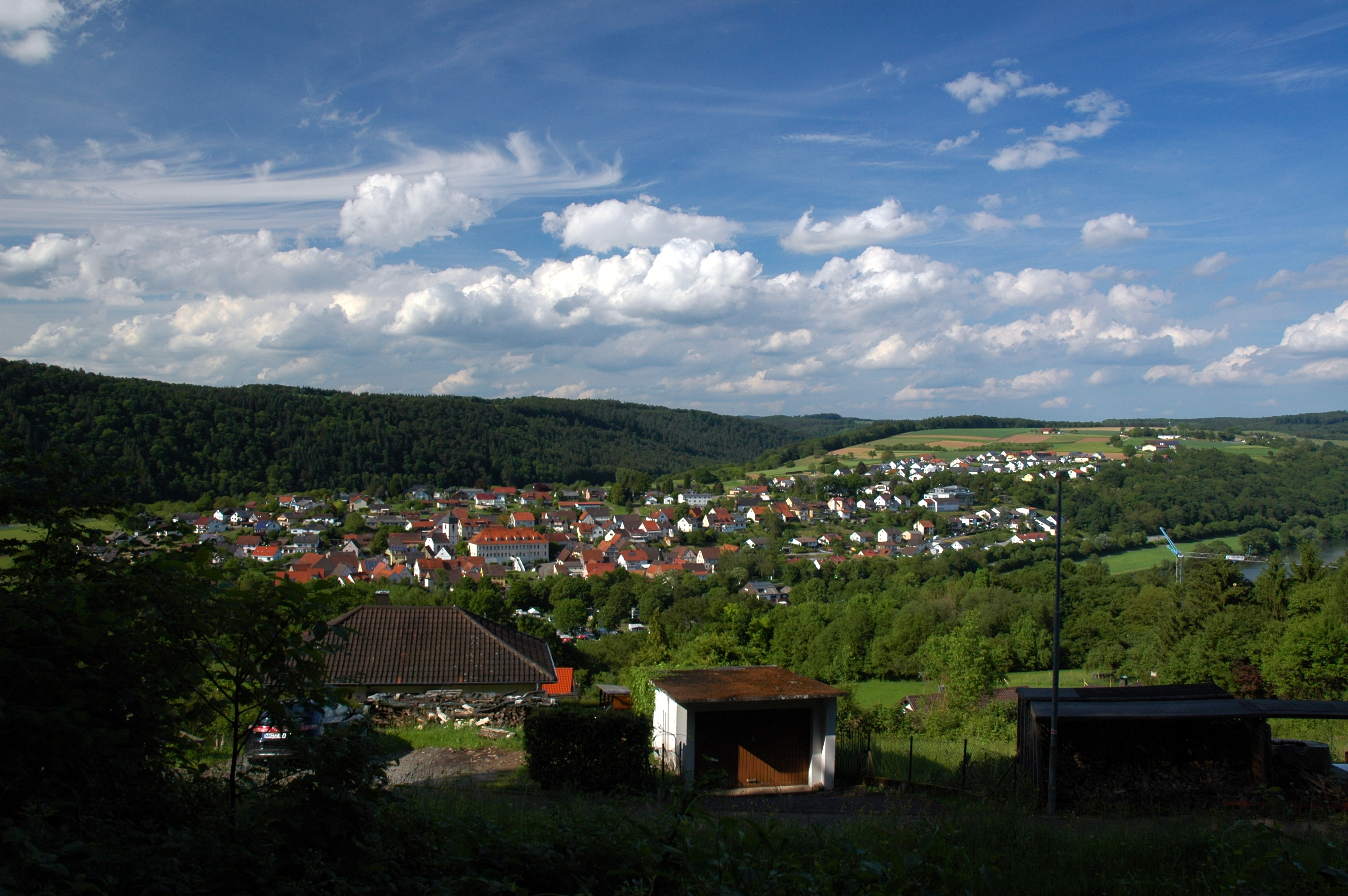
Binau von Mörtelstein aus gesehen

Binau ist eine zum Neckar-Odenwald-Kreis gehörende Gemeinde in Baden-Württemberg. Sie gehört zur europäischen Metropolregion Rhein-Neckar.

## Geografie

### Lage
Binau liegt eingebettet in eine langgestreckte Schleife des Neckars zwischen dem Hohen und dem Kleinen Odenwald. Das Gemeindegebiet liegt im Naturpark Neckartal-Odenwald. Nachbargemeinden sind (im Uhrzeigersinn von Norden) Neckargerach, Mosbach und Obrigheim, alle im Neckar-Odenwald-Kreis.

### Gemeindegliederung
Zur Gemeinde Binau gehören das Dorf Binau und der Ort Binau-Siedlung, der die Bahnstation und mehrere Fabriken beherbergt.

## Geschichte
Binau wurde im Jahre 769 erstmals urkundlich erwähnt, ist aber sicherlich viel älter. Prähistorische Funde weisen bis in die Bronzezeit zurück. Der Ortsname weist mit der Endung -au auf Naturverhältnisse hin, nämlich auf die Flussaue des Neckars, an der der Ort liegt. Man ist sich nicht sicher, ob die Bedeutung des Namens von einer mit Weidenruten geflochtenen Fischfangvorrichtung, der Benne oder Binne, oder von der Imkerei abstammt. Beide, Fisch und Bienenkörbe sind auf dem „redenden“ Wappen der Gemeinde abgebildet.
Die ersten urkundlichen Erwähnungen des Ortes finden sich im Lorscher Codex, wo der Ort insgesamt sechs Mal erwähnt wird: 769 als Benenheim, 772 als Beonanheim, 774 Beninheim, sowie 776, 778 und 795 wieder als Benenheim. Dass der Ort in den Lorscher Urkunden stets mit der Endung -heim erscheint, schreibt die Wissenschaft dem Umstand zu, dass Ortsnamen auf -au und auf -heim in Süddeutschland gleichartig mit der Endung -a gesprochen werden und sich die Lorscher Schreiber ausgehend vom gesprochenen Ortsnamen irrtümlich für das häufigere -heim entschieden haben, was sich für die nachfolgenden Jahrhunderte dann auch so hielt. In Sebastian Münsters Karte von 1536 erscheint der Ort als Buenaw. Die Endung auf -au setzte sich in den Amtsstuben ab dem 18. Jahrhundert durch. Für ungefähr 150 Jahre wurde der Ort dann Neckarbinau genannt, bevor sich um 1850 die heutige Schreibweise Binau etablierte.
Während der Ära der Stammesherzogtümer lag Binau im Herzogtum Franken. Über die frühe Besitzgeschichte des Ortes ist praktisch nichts bekannt. In der Mitte des 12. Jahrhunderts schenkte ein Ritter Cuno von Tahenstein dem Kloster Hirsau umfangreiche Güter in Binau und Mörtelstein. Der Name des Ritters nimmt Bezug auf die zur Stauferzeit entstandene Burg Dauchstein, zu der Binau als Burgweiler zählte. Die Burg erhielt ihre heute noch zu erkennende Form in der ersten Hälfte des 14. Jahrhunderts. Zu jener Zeit nannte sich eine dort sitzende Ministerialenfamilie von Binau, die um 1350 wohl auch die Kirche des nur wenige Gehöfte umfassenden Ortes erbauten.
Als freiadliges Rittergut hat Binau eine wechselhafte Besitzgeschichte. 1359 war mit Johann von Helmstatt bereits ein Abkömmling der Herren von Helmstatt Lehensträger auf Dauchstein. Im 15. Jahrhundert erwarb ein Dieter Rüdt von Bödigheim die Burg Dauchstein und erbaute sich im Ort ein Schloss, woraufhin die Burg zu verfallen begann. Im 1742–44 zu seiner heutigen Form erneuerten Schloss lebten bis zum Ende der Reichsritterschaft die weiteren Binauer Ortsherren: die Landschad von Steinach, die Vögte von Hunolstein, der Ritterrat Friedrich Leopold von Adelsheim (Bauherr des Neubaus 1742/44), die Grafen von Riaucour und von Waldkirch. Vor allem in der Zeit unter Reichsgraf Andreas von Riaucour (1721–1794), der Binau ab 1767 besaß, strahlte höfischer Glanz in dem vor allem zur Repräsentation dienenden Schloss.
Das Rittergut Binau umfasste 1764 neben Schloss-, Guts-, Jäger- und Schafhaus adligen Grundbesitz von 123 Morgen Äckern, 47 Morgen Wiesen, 8 Morgen Kraut- und Obstgärten, 4 Morgen Weinberge sowie 650 Morgen Wald. Das Gut war bis in die zweite Hälfte des 19. Jahrhunderts an meist mennonitische Gutspächter verpachtet.
Bei der Auflösung der Reichsritterschaft ab 1802 kam Binau an Baden. Aus den freiadligen Besitzern, den Grafen von Waldkirch, wurden badische Kammernherrn. Gräfin Marianne von Waldkrich-Riaucour († 1811) bestimmte in ihrem Testament, dass das Gut Binau nie veräußert werden solle, aber schon wenige Jahrzehnte nach ihrem Tod begann die Parzellierung und der sukzessive Ausverkauf des einstigen Ritterguts. Das Schlossgebäude kam über die Hochzeit einer Nachfahrin an die Göler von Ravensburg. Baron Louis von Göler († 1894) war der letzte adlige Schlossherr. Er hat sich vor allem um das Sängerwesen im Neckartal verdient gemacht und verzog 1891 nach Karlsruhe.
1897 erwarb der Mannheimer Fabrikant und Hofrat Heinrich Propfe das Schloss und ließ es zu Wohnzwecken umfangreich sanieren. Propfe hatte weit reichende Pläne zur Umgestaltung Binaus in einen Industrieort, um der bis dato fast rein von der Landwirtschaft lebenden Dorfbevölkerung eine neue Einnahmequelle zu schaffen. Propfe ließ Anlagen zur Herstellung von Sprengstoff (Cheddit) und Wasserglas sowie zur Holzverkohlung erbauen. Die Produktion von Sprengstoff und Wasserglas wurden nie aufgenommen, dagegen nahmen Holzverkohlung, Holzverzuckerung und Holzdestillation zur Gewinnung von Gerbstoff einen Aufschwung. 1903 entstanden eine Brauerei sowie ein Schlachthaus für die ebenfalls neu aufgenommene Schweinezucht. Außerdem beschäftigte sich Propfe mit der Züchtung neuer Nutzpflanzen. Propfe starb 1913, sein Sohn fiel kurz darauf im Ersten Weltkrieg. Von den Unternehmungen der Familie hatte keine Bestand. Auch Propfes Enkel, die im Neckartal erfolgversprechend mit Pflanzenschutz und Gefriertrocknung experimentierten, hatten ein ähnliches Schicksal, als sie im Zweiten Weltkrieg fielen und ihre Unternehmen untergingen.
1939 wurden 363 Einwohner gezählt, Ende 1945 waren es 464. Im Zweiten Weltkrieg war das Schloss Sitz der SS-Kommandantur der in der gesamten Region seit Herbst 1944 verteilten Außenlager des KZ Natzweiler-Struthof. Es sollten Industriebetriebe hierher in Stollen zur Untertageproduktion verlagert werden (Tarnname Goldfisch GmbH).
Binau war seit dem Übergang an Baden Teil des Landkreises Mosbach, bis dieser 1973 im neuen Neckar-Odenwald-Kreis aufging.

## Religionen
In Binau bestand seit dem 17. oder Anfang des 18. Jahrhunderts eine jüdische Gemeinde bis 1940. Die höchste Zahl jüdischer Einwohner wurde um 1839 mit 146 Personen erreicht, mehr als ein Drittel der damaligen Gesamteinwohnerschaft des Ortes. Bis nach 1933 waren eine Metzgerei und ein Manufakturwarengeschäft im Besitz jüdischer Familien. Nach den Deportationen im Oktober 1940 kamen von den 1933 hier noch lebenden 20 jüdischen Einwohnern mindestens elf ums Leben.

## Politik

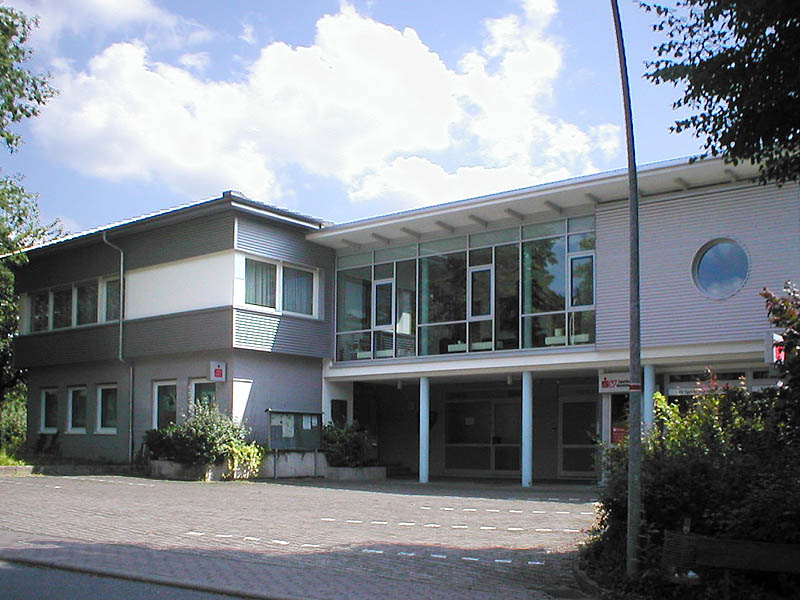
Rathaus

### Gemeinderat
Der Gemeinderat in Binau besteht aus den gewählten 10 ehrenamtlichen Gemeinderäten und dem Bürgermeister als Vorsitzendem. Der Bürgermeister ist im Gemeinderat stimmberechtigt. Bei der Kommunalwahl am 9. Juni 2024 wurde der Gemeinderat durch Mehrheitswahl gewählt. Mehrheitswahl findet statt, wenn kein oder nur ein Wahlvorschlag eingereicht wurde. Die Bewerber mit den höchsten Stimmenzahlen sind dann gewählt. Die Wahlbeteiligung lag bei 68,69 % (2019: 64,4 %).
Bei der Kommunalwahl 2019 waren noch drei Listen angetreten:
- Unabhängige Binauer Wählergemeinschaft (UBW) - 47,4 %, 5 Sitze
- Freie Bürgerliste (FBL) - 29,8 %, 3 Sitze
- SPD - 22,9 %, 2 Sitze

### Verwaltungsverband
Zusammen mit den Gemeinden Neckargerach, Waldbrunn und Zwingenberg ist Binau Mitglied des Gemeindeverwaltungsverbandes „Neckargerach-Waldbrunn“.

### Bürgermeister
- 1835–1839: Johann Adam Bender
- 1839–1848: Adam Groskopf
- 1848–1860: Johann Georg Dollinger d. Ä.
- 1860–1868: Johann Georg Seppich
- 1868–1873: Johann Georg Dollinger d. J.
- 1873–1879: Karl Großkopf
- 1879–1910: Johann Georg Dollinger d. J.
- 1910–1931: Wilhelm Brand
- 1931–1945: Wilhelm Pfisterer
- 1945–1946: Max Großkopf
- 1946–1954: Ernst Dollinger
- 1954–1986: Ludwig Pfisterer
- 1986–2018: Peter Keller
- 2018–2023: René Friedrich[6]
- seit 2024: Dominik Kircher (CDU)

Bürgermeister ist seit dem 1. Mai 2024 Dominik Kircher (CDU). Er wurde am 24. März 2024 mit 52,1 Prozent der Stimmen gewählt.

### Partnerschaften
Die Gemeinde pflegt eine Partnerschaft mit Lindau im Eichsfeld.

### Wappen
In geteiltem Schild oben in Blau zwei goldene (gelbe) Bienenkörbe nebeneinander,
unten in Silber (Weiß) ein blauer Fisch.
Das Wappen versinnbildlicht mit den Bienenkörben „redend“ den Ortsnamen und mit
dem Fisch die Lage der Gemeinde am Neckar und die Neckarfischerei. Das Wappen wurde der Gemeinde am 5. November 1957 verliehen.

## Kultur und Sehenswürdigkeiten

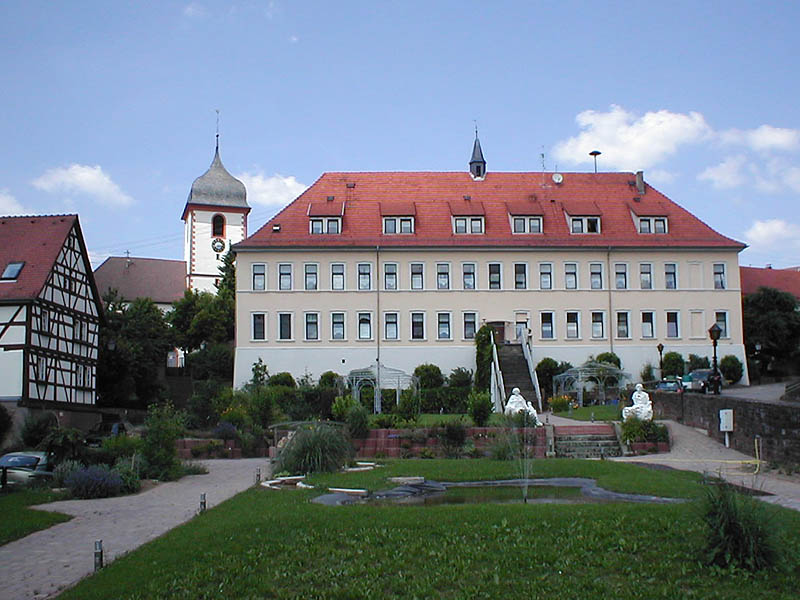
Schloss und Kirche

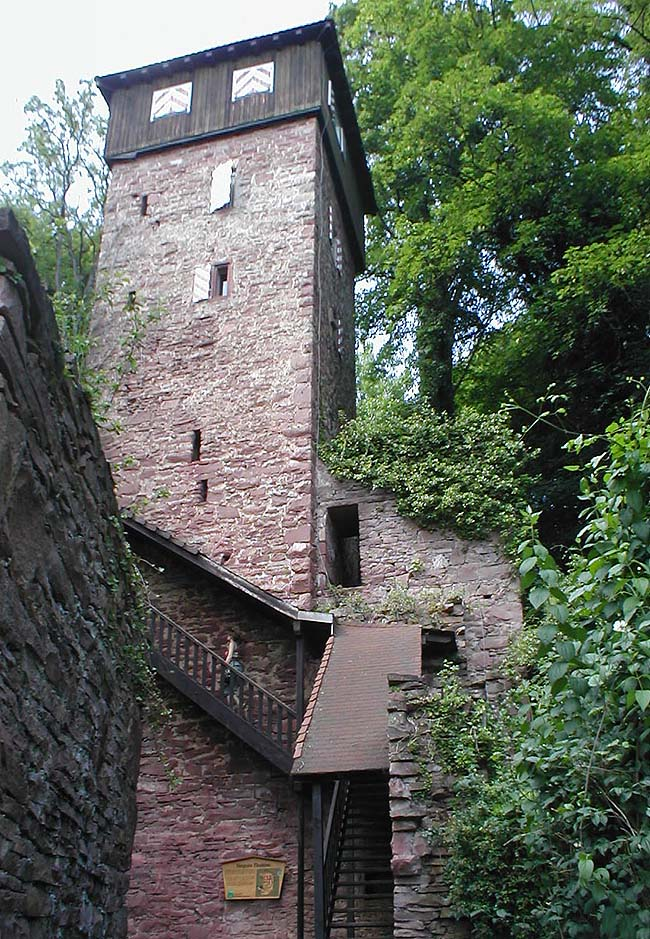
Burg Dauchstein

- Burg Dauchstein ist die Ruine einer mittelalterlichen Burg am Neckarufer außerhalb des Ortes.
- Schloss Binau liegt im Kern des Ortes, nur wenige Meter über dem Neckarpegel. Das 1742 anstelle eines Vorgängerbaus errichtete Schloss wurde bis 1891 von wechselnden adligen Besitzern und danach von der Unternehmerfamilie Propfe bewohnt. Ab September 1944 waren dort die Verwaltung und die Effektenkammer des KZ Natzweiler-Struthof untergebracht.[8] Nach dem Zweiten Weltkrieg diente der Bau zeitweilig als Hotelpension, seit 1963 ist ein Alten- und Pflegeheim darin untergebracht.
- Im alten Ortskern befindet sich neben dem Schloss außerdem die auf das Mittelalter zurückgehende Evangelische Kirche, die ihre heutige Gestalt durch Umbau im Jahr 1783 erhalten hat. Im Turmchor der Kirche wurden in den 1920er Jahren historische Wandmalereien aus dem 14. Jahrhundert freigelegt, darunter insbesondere das Chorgewölbe mit den vier Evangelistensymbolen. In die Chorwände sind außerdem historische Grabplatten der Herren von Bödigheim aus dem 16. Jahrhundert eingelassen.[9]
- In Binau sind zahlreiche historische Fachwerkhäuser erhalten. Der Keller eines der ältesten Fachwerkgebäude beim Schloss datiert auf 1569.
- Der Jüdische Friedhof der Gemeinde wurde 1851 an der Reichenbucher Straße (100 m westlich vom allgemeinen Friedhof entfernt) angelegt (Flurstück 972, Fläche 7,74 ar). Er wurde 1944 zum Friedhof des KZ Neckarelz und des KZ-Außenlagers Neckargerach umfunktioniert. Über 200 Tote der Rüstungsfabrikation bei Obrigheim wurden dort von Oktober 1944 bis März 1945 begraben. Heute erinnert auf dem jüdischen Friedhof ein Gedenkstein an die umgekommenen Häftlinge und Zwangsarbeiter aus mehreren Staaten Europas aus dem Lager Neckarelz und seinen Unterkommandos.
- Die Neckarstaustufe Guttenbach liegt zur Hälfte auf der Gemarkung Binaus.

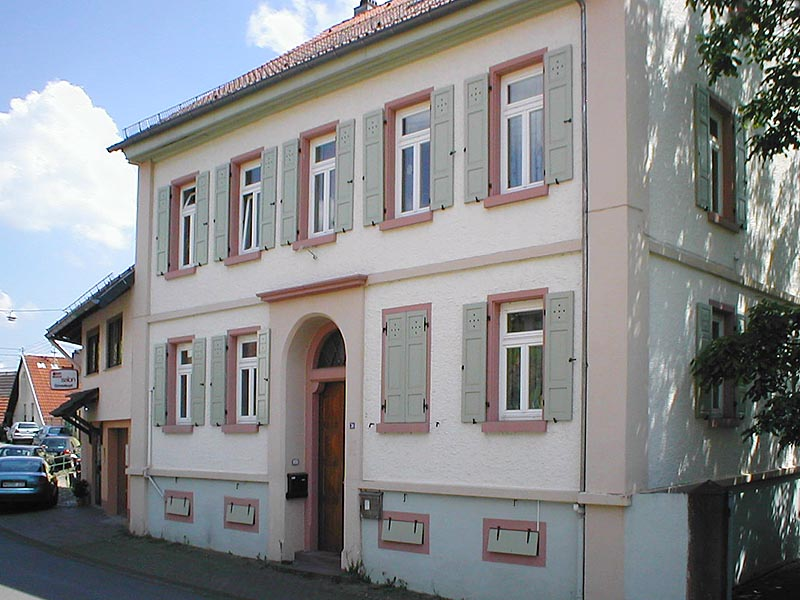
Historisches Gebäude
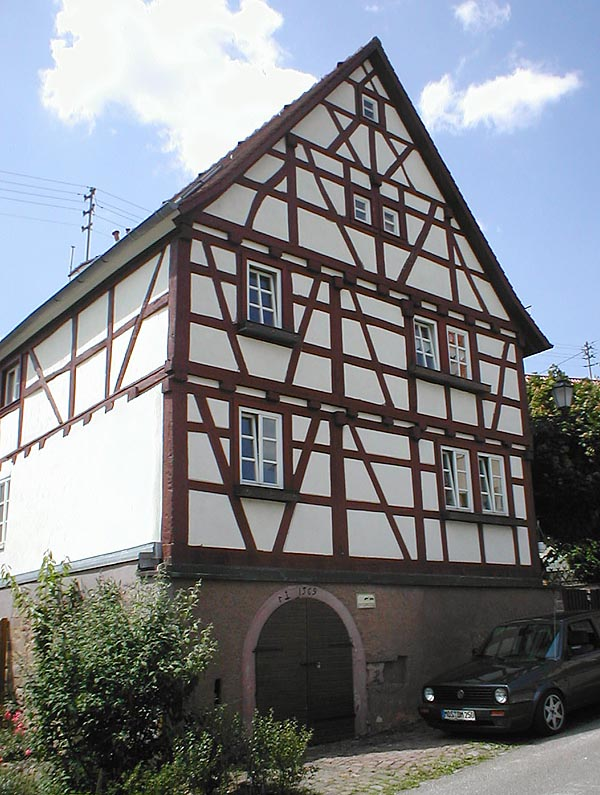
Fachwerkgebäude mit Keller von 1569
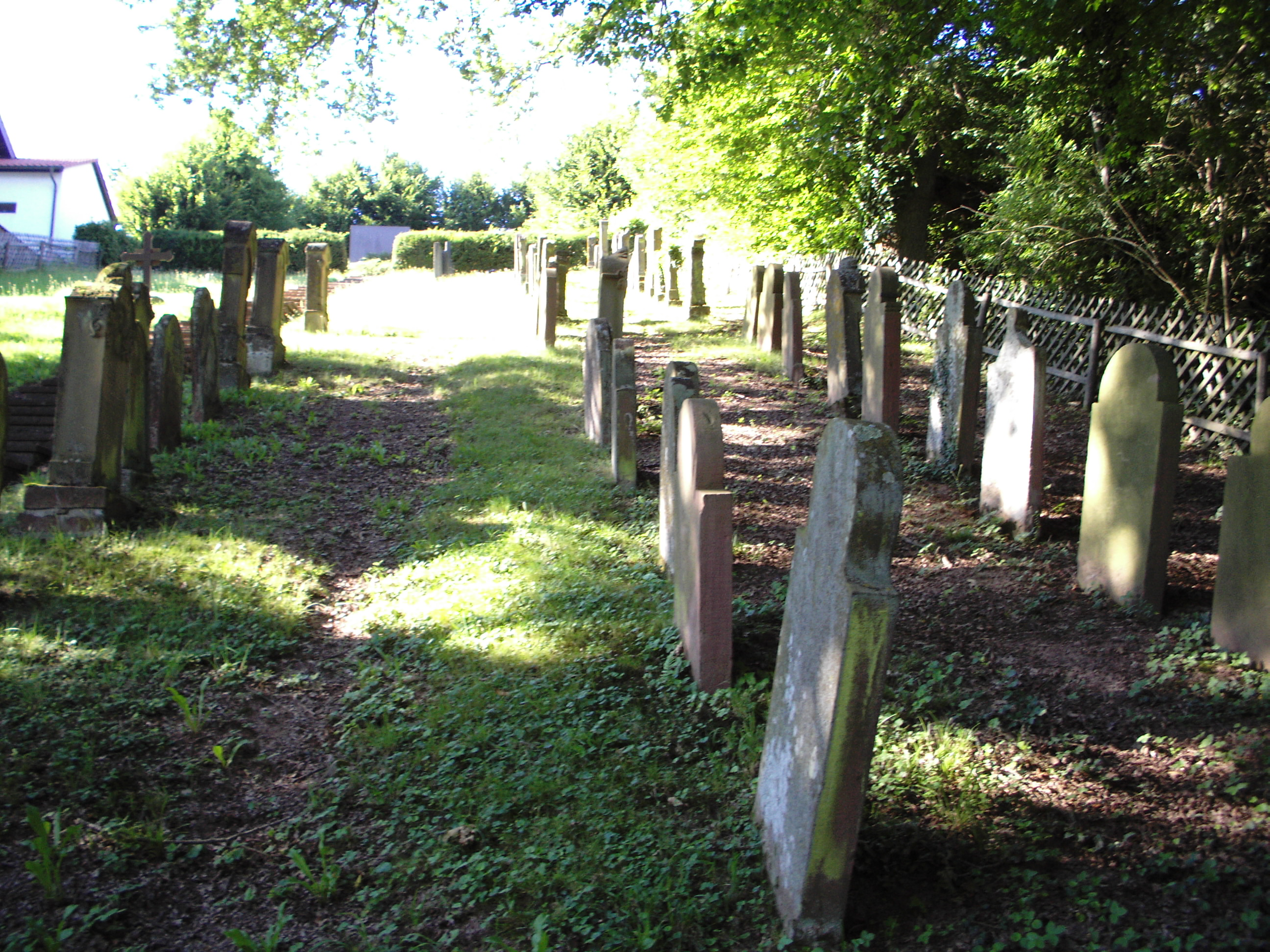
Jüdischer Friedhof

## Wirtschaft und Infrastruktur

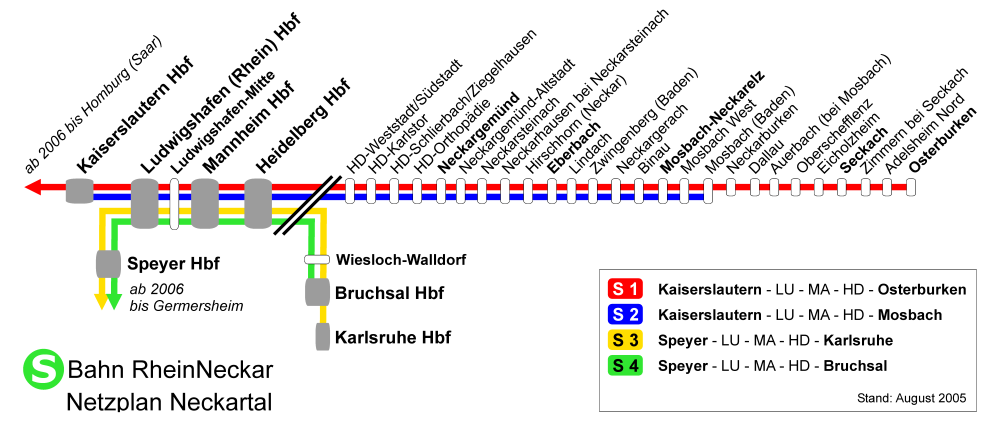
Netzplan der S-Bahn RheinNeckar

### Verkehr
Binau liegt an der „Neckartalbahn“ (Heidelberg–Bad Friedrichshall), die seit 2003 von der S-Bahn RheinNeckar halbstündlich bedient wird. Daneben gibt es Busverbindungen nach Mosbach/Eberbach.
Durch die am Ufer verlaufende Bundesstraße ist der Ort vom Fluss getrennt.

### Bildungseinrichtungen
Binau verfügt über eine Grundschule. Weiterführende Schulen können in den Nachbarorten besucht werden.

### Freizeit- und Sportanlagen
- Campingplatz (Fortuna Camping) Binau
- Sportplatz des FC Binau 1927
- Anlage des Schützenvereins Binau

## Persönlichkeiten
- Friedrich Wilhelm Henninger (1817–1881), evangelischer Pfarrer in Binau, Badischer Revolutionär
- Selig Scheuermann (1873 oder 1874–1935), in Binau geborener Chasan (Kantor), Sänger und Lehrer
- Friedrich Muckle (1883–1942), Nationalökonom und Autor, lebte in Binau
- Karl Schweinshaut (1886–1957), Fußballspieler, Deutscher Meister 1909, wurde in Binau geboren
- Hermann Buddensieg (1893–1976), Schriftsteller, Herausgeber und Übersetzer, lebte in Binau
- Hans Heidler (1927–2016), Jurist, Politiker, Ministerialdirektor, lebte in Binau
- Gerd Teßmer (* 1945), Lehrer und Politiker, lebt in Binau
- Norbert Rühl (* 1955), Pädagoge, Dozent, Autor, Judoka und Judotrainer, wurde in Binau geboren